# Rudolf Knauth
Rudolf Georg Knauth (* 6. November 1879 in Esperstedt; † 24. März 1963 in Leverkusen-Schlebusch) war ein deutscher Jurist.

## Leben
Als Sohn eines Obersteigers geboren, studierte Knauth nach dem Besuch des Realgymnasiums in Frankenhausen und der Lateinischen Hauptschule der Frankeschen Stiftungen in Halle Rechtswissenschaften in Halle und Jena. Während seines Studiums wurde er 1899 Mitglied der Burschenschaft Alemannia auf dem Pflug. Nach seinem ersten Examen 1902 war er bis 1907 im juristischen Vorbereitungsdienst im Fürstentum Schwarzburg-Rudolstadt, unterbrochen 1904 bis 1905 vom Militärdienst beim Königlich Bayerisches 6. Feldartillerie-Regiment „Prinz Ferdinand von Bourbon, Herzog von Calabrien“; 1912 wurde er dienstuntauglich als Leutnant der Reserve aus dem Militär entlassen. In Jena wurde er 1906 zum Dr. iur. promoviert und machte 1907 sein zweites Examen. 1907 wurde er Gerichtsassessor, 1908 Assessor am Landratsamt Königsee, wo er bis 1911 als Regierungsassessor und als kommissarischer Landrat wirkte, bevor er dann bis 1912 als Landrat berufen wurde. 1912 wurde er Regierungsrat und Vorsitzender des gemeinschaftlichen Schwarzburgischen Erbschafts- und Zuwachssteueramtes in Arnstadt. Kurze Zeit später wurde er 1912 Oberverwaltungsgerichtsrat am Thüringischen Oberverwaltungsgericht in Jena, wo er zum ständigen Stellvertreter des Präsidenten des Oberverwaltungsgerichts wurde.
Von 1919 bis 1923 gehörte er der Deutschen Volkspartei an. Von 1921 bis 1924 war er Mitglied des Staatsgerichtshofes des Deutschen Reiches. 1923 wurde er Vorsitzender des in Jena ansässigen Thüringischen Landesamtes für Familiengüter. 1926 wurde er Stellvertretender Vorsitzender des Thüringischen Dienststrafhofes, 1927 Vorsitzender des Thüringischen Ärzte-, Apotheker- und Tierärzteberufungsgerichts sowie Stellvertretender Vorsitzender des gewerblichen Sachverständigenvereins. 1932 wurde er Aufsichtsratsmitglied der Gothaer Feuerversicherungsbank AG.
Zum 1. Mai 1933 trat er der NSDAP bei (Mitgliedsnummer 2.765.478). 1933 wurde er Mitglied und Stellvertretender Vorsitzender des Dienstgerichts der Thüringischen Evangelischen Kirche. Ab 1934 war er mit der Führung der Geschäfte des Präsidenten des Thüringischen Oberverwaltungsgerichts beauftragt, 1940 mit der Dienstbezeichnung Vizepräsident des Thüringischen Oberverwaltungsgerichts. 1934 wurde er nebenamtliches Mitglied der Zweigstelle des Reichsjustizprüfungsamtes in Dresden. 1935 wurde er Vorsitzender der Dienststrafkammer in Jena. 1945 wurde er zur Tätigkeit in der Gesetzgebungsabteilung der Präsidialkanzlei des Thüringer Landespräsidenten abgeordnet.
Im Zuge seines Entnazifizierungsverfahrens wurde er 1946 aus dem Amt des Vizepräsidenten des Oberverwaltungsgerichts entlassen, konnte aber seine Arbeit in der Gesetzgebungsabteilung bis zu seinem Ruhestand 1950 fortsetzen. 1951 lebte er in Weimar, zog später zu seinem Sohn nach Frankfurt am Main und lebte zuletzt in Leverkusen.

## Ehrungen
- 1918: Fürstlich Schwarzburgisches Ehrenkreuz 3. Klasse mit dem Eichenbruch 1914/15
- Prinzregent-Luitpold-Medaille in Bronze am Bande der Jubiläumsmedaille
- Treuedienst-Ehrenzeichen in Silber und Gold

## Veröffentlichungen (Auswahl)
- Die Bedeutung des Eigenbesitzes nach dem Bürgerlichen Gesetzbuche. Dissertation Universität Jena, Weimar 1906.
- Die Gesetzgebung über die Verwaltungsrechtspflege in Thüringen. Berlin 1914.
- Landesverwaltungsordnung für Thüringen. Hauptband. Weimar 1927.